# Breareds församling
Breareds församling var en församling Göteborgs stift i Halmstads kommun. Församlingen uppgick 2013 i Snöstorps församling.

## Administrativ historik
Församlingen har medeltida ursprung. Församlingen ingick tidigt i pastorat med Enslövs församling för att senare från omkring 1590 till 1962 utgöra ett eget pastorat. Från 1962 till 2013 var den annexförsamling i pastoratet Snöstorp och Breared. Breareds och Eldsbergabygdens församlingar inkorporerades den 1 januari 2013 i Snöstorps församling.

## Kyrkor
- Breareds kyrka
- Esmareds kapell

## Series pastorum[4]
- Jörgen, omnämnd 1540
- Nicolaus, omnämnd 1560
- Johannes Nicolai, omnämnd 1560, 1564
- Christern Larsson, omnämnd 1593, 1595
- Nicoalus Endislovius (från Enslöv), 1595–1604
- Nicolaus Jani (Nils Jönsson, Niels Jenssen), 1604–1605
- Povil Torkilssen, 1605–1620
- Bengt Larsson (Bent, Benedictus Larsen), 1620–1652
- Göran Larsson Friis, 1669–1683
- Lars Nilsson Gadelius, 1688–1708
- Johan Daniel Wallerius, 1710–1715
- Elias Winterkorn, 1716–1719
- Andreas Schumberg, 1719–1743
- Martin Transtedt, 1743–1746
- Peter P:son Backen, 1748–1765
- Nils Grimbeck, 1766–1775
- Carl Christian Rubbo, 1776–1778
- Johan Anders Backen (vice pastor 1775), 1779–1791
- Anders Jacob Strandze, 1792–1796
- Anders Osbeck, 1800–1804
- Severin Angerman, 1805–1823
- Magnus Wahlgren, 1824–1831
- Peter Lundqvist, 1833–1857
- Per Johan Hallenborg, 1858–1862
- Carl Edvard A:son d'Angotte, 1863–1865
- Johan Fredrik Ström, 1866–1889
- Carl August Josefson, 1891–1916
- Carl Johan Norén, 1918–1938
- Gustaf Christian Samuel Nygren, 1939–1955
- Tor Folke Ludvig Olén, t.f. kyrkoherde, 1955–1961
- Gustaf Adam Natanael Nyqvist, komminister, 1962–1969
- Ulf Gunnar Percival Årnell, 1969–1990
- Jörgen Franzén, komminister, 1991–2001
- Bo Lindblad, komminister, 2001–2009
- Yildiz Gunnarsson, komminister, 2010−2010
- Nils Gunnar Juelsson, komminister, 2011−